# Atala (novela)

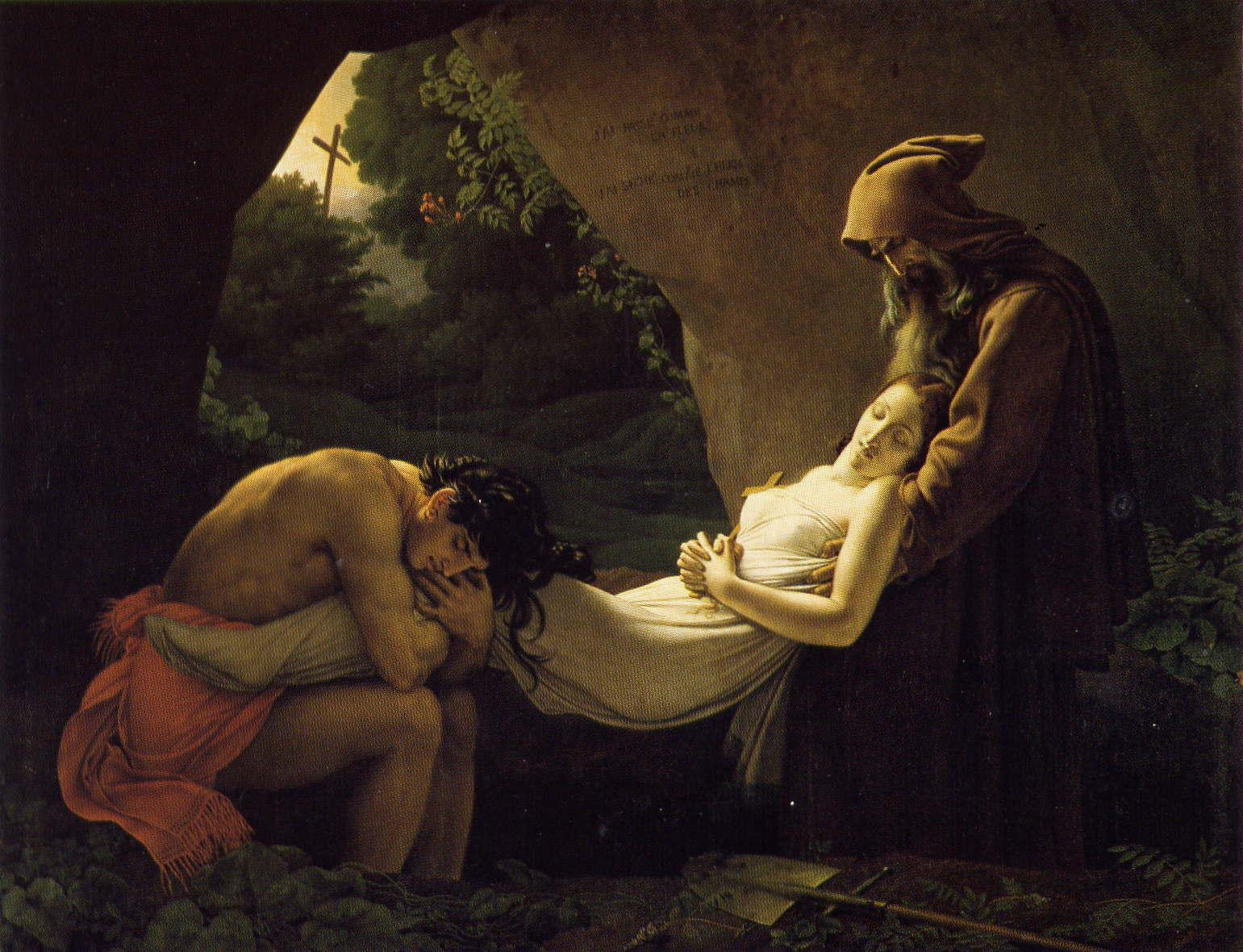
Cena de Atala pintada por Girodet de Roussy.

Atala é uma novela inicial escrita por François-René de Chateaubriand, publicada pela primeira vez em 12 de germinal de IX (2 de abril de 1801). A obra inspirada por suas viagens pela América do Norte, teve um enorme impacto sobre o início do Romantismo, e passou por cinco edições em seu primeiro ano. Foi adaptada com frequência para o palco, e traduzida em várias línguas. 
Junto com René, começou como um fragmento descartado a partir de uma longa prosa épica que o autor compôs entre 1793 e 1799, Les Natchez, que não viria a público até 1826. Em 1802 ambos Atala e René foram publicados como parte de Génie du christianisme de Chateaubriand.

## Temas
Contrastando a crueldade e a guerra dos índios com a santidade dos missionários, é pretendido como uma condenação de louvor do bom selvagem; o autor insistiu que um índio dos natchez, Chactas, "era mais do que metade civilizado", e que os valores positivos são considerados mais ou menos sinônimos de Cristianismo e europeização. No entanto, a decisão de retratar, pelo menos, dois índios com simpatia irritou gerações posteriores de leitores cujas atitudes haviam sido moldadas pelo "racismo científico", que até hoje é assumido por leitores casuais (que não leem os prefácios), que Chateaubriand era mais um propagador do que um denunciante do conceito "bom selvagem".
Embora a precisão do livro sobre o assunto da flora da América do Norte seja controverso, parece ser acordado que Chateaubriand nunca viu grande parte dos territórios do sul que ele descreve, e suas descrições são baseadas em livros de naturalistas.
A história é contada a partir do ponto de vista do herói de 73 anos, Chactas, cuja história é preservada pela tradição oral entre os Seminoles.

## Enredo
Um jovem francês desiludido, René, junta-se a uma tribo indígena e se casa com uma mulher chamada Celuta. Em uma expedição de caça, uma noite enluarada, René pede a Chactas, o homem que o adotou, para relatar a história de sua vida. 
Com a idade de dezessete, o natchez Chactas perde o pai durante uma batalha contra os muscogees. Ele foge para Saint Augustine, Flórida, onde ele é criado na casa do espanhol Lopez. Após dois anos e meio, ele sai de casa, mas é capturado pelos muscogees e seminoles. O chefe Simagan sentencia-o a ser queimado em sua aldeia.
As mulheres têm piedade dele durante as semanas de viagem, e em cada noite lhe trazem presentes. Atala, a filha mestiça cristã de Simagan, tenta em vão ajudá-lo a escapar. Na chegada a Apalachucla, suas acusações são mantidas, mas ele é salvo da morte por intervenção de Atala. Eles fogem e vagam pelo deserto durante 27 dias antes de serem pegos em uma tempestade enorme. Enquanto estão abrigados, Atala diz a Chactas que seu pai era Lopez, e ele percebe que ela é a filha de seu benfeitor de outrora.
Um raio atinge uma árvore de perto, e eles correm de forma aleatória antes de ouvir um sino de igreja. O encontro com um cão proporciona um encontro com seu dono, Père Aubry, e ele levá-os através da tempestade à sua missão idílica. A bondade e a força da personalidade de Aubry impressionam muito Chactas.
Atala se apaixona por Chactas, mas ela não pode se casar com ele enquanto ela deu um voto de castidade. Em desespero, ela toma veneno. Aubry assume que Atala está apenas doente, mas na presença de Chactas ela assume o que fez, e Chactas se enche de raiva até que o missionário lhes diz, de fato, que o Cristianismo permite a renúncia dos votos. Eles cuidam dela, mas ela morre, e um dia depois do funeral, Chactas atende o conselho de Aubry e deixa a missão.
Em um epílogo é revelado que Aubry foi posteriormente morto pelos cherokees, e que, de acordo com a neta de Chactas, nem René e nem o idoso Chactas sobreviveram a um massacre durante uma rebelião. O relato completo das peregrinações de Chactas após a morte de Atala, em Les Natchez, dá uma versão um pouco diferente de seus destinos.